# Cephalops calcaratus
Cephalops calcaratus är en tvåvingeart som först beskrevs av Hardy 1949.  Cephalops calcaratus ingår i släktet Cephalops och familjen ögonflugor.
Artens utbredningsområde är Ghana. Inga underarter finns listade i Catalogue of Life.